# 3629 Lebedinskij
3629 Lebedinskij је астероид главног астероидног појаса чија средња удаљеност од Сунца износи 2,403 астрономских јединица (АЈ).
Апсолутна магнитуда астероида је 12,7.